# União das Freguesias de São Sebastião da Giesteira e Nossa Senhora da Boa Fé
União das Freguesias de São Sebastião da Giesteira e Nossa Senhora da Boa Fé, kürzer São Sebastião da Giesteira e Nossa Senhora da Boa Fé, ist eine Gemeinde (Freguesia) im portugiesischen Kreis (Concelho) von Évora. Die Gemeinde hat 1082 Einwohner auf einer Fläche von 75,38 km² (Zahlen nach Stand 2011).
Die Gemeinde entstand am 29. September 2013 mit der Gebietsreform in Portugal, durch Zusammenschluss der Gemeinden São Sebastião da Giesteira und Nossa Senhora da Boa Fé. São Sebastião da Giesteira wurde offiziell Sitz dieser neu gebildeten Gemeinde.